# 楊美齋
楊美齋牧師（Rev. Vang Mei-Chai，1889年9月18日—1961年2月23日）生於中國大陸山東，浸信會牧師與傳教士。於中國東北、山東及臺灣進行傳教與開拓教會的工作。19世紀中期，美南浸信會派遣傳教士叔未士（Rev. J. Lewis Shuck）到中國傳教，於1948年成立中華基督教浸信會聯會，派遣楊美齋及傳教士明俊德（Miss Bertha Smith）到臺灣傳教，楊美齋從此舉家搬到臺灣，開始傳教工作一直到年老病逝，安葬在臺灣。1948年6月受派為浸信會在臺灣的第一位傳教士，因此被稱為「浸信會工作開台先鋒」。楊美齋與1948年10月來台傳教的美南浸信會傳教士明俊德、1949年9月創設基督教台灣浸會神學院的柯理培牧師三位為早期臺灣浸信會重要歷史人物。

## 生平
1889年9月18日，楊美齋出生於中國山東省馬郭莊村，父母從事農作。8歲入鄉塾讀書，18歲鄉州試及格，因當時廢除科舉改設學校就入學校肆業，後來讀山東黃縣浸信會神學院神學畢業。楊美齋在鄉村長大，受有限的教育；生性不善逢迎巴結。17歲與韓月仙結婚，所生兒女皆夭折或是病逝，僅剩兒子好賢，及女兒好靜存活。
1920年9月，華北浸聯會在平度徵求人往東北開荒佈道。1921年4月，楊美齋開始在東北12年的傳教行程，直到日軍侵據東北，傳教工作受到迫害為止。1932年楊美齋受邀到山東煙台浸信會服事，歷時15年之久。1948年，全國浸聯會在上海召開邊疆佈道委員會會派楊美齋往臺灣視察，後被選為臺灣區總幹事；1949年2月從基隆登陸，展開在臺灣13年的傳教工作。1961年2月23日楊美齋因肝病發作過世，葬於新北市新店碧潭山區。柯理培牧師在其安息禮拜致詞中尊稱他為「一生忠心事主的僕人」。

## 事工
20歲時平度市人劉仙九向他傳教，1912年8月在山東古莊東灣池塘受浸洗禮信主。1913年上海學生立志佈道團到平度市佈道，楊美齋在佈道會中決志奉獻。1914年第一次世界大戰期間，楊美齋入學山東省黃縣浸信會神學院，1916年畢業。就讀神學院期間，常在附近的村莊傳教。1916年到1920年楊美齋在古莊教會工作，帶著聖經和乾糧到附近的鄉村作佈道工作，同時也要兼顧教會所設立的21間小學的教學委辦。1920年，楊美齋受華北浸信會的派遣到哈爾濱市佈道並開拓教會。
楊美齋在東北黑龍江傳教12年，在哈爾濱市的教會被任命為牧師。他在東北的步行傳教範圍包括：哈爾濱市、黑龍江安達市、林甸縣、綏化市明水縣、哈爾市昂昂溪區、齊齊哈爾市、富拉爾基區、扎蘭屯市、佳木斯市、綏芬河市、博克圖鎮以及滿洲里市。1931年，中國東北爆發九一八事變，日軍侵占東北，楊美齋持續傳教直到有人接續傳教工作。1932年楊美齋帶著全家搬到煙台浸信會傳教，在牟平縣萊山區和福山縣古縣設立教會。1934年邀請宋尚節以及聶子英、林景康、李道榮、計志文五人到煙臺市進行佈道工作。1947年結束在煙台15年的服事
1948年，楊美齋參加中華基督教浸信會聯會邊疆佈道會議，受派前往臺灣傳教。幾個月後明俊德傳教士從山東省來到臺灣，她成了美南浸信會來臺灣的第一位傳教士。後來楊美齋被選派為邊疆佈道委員會臺灣總幹事，全家搬到臺灣傳教13年。
1949年4月10日，臺北市仁愛路二段25巷內的日式木屋裡，這是楊美齋在臺灣最早開始傳教工作之地；1962年此地成為浸信會大眾傳播中心；1949年8月28日，購地建堂成立浸信會從中國到臺灣設立的第一間教會，就是現在的浸信會仁愛堂。仁愛堂10週年時，楊美齋題字慶賀並鼓舞教會；仁愛堂設立距今已超過70年。後來在臺灣許多的浸信會教會都是從仁愛堂分設出去的。1953年，楊美齋與基督教台灣浸會神學院第一任院長柯理培牧師，在新店區光明街成立「美南浸信會新店佈道所」，由柯理培牧師擔任第一任牧師；1959年，購地建堂設立「新店浸信會」，這是楊美齋到臺灣後開拓設立的第23間教會。
1952年，美南浸信會差會在臺灣開辦基督教台灣浸會神學院，柯理培牧師為第一任院長；初期師資不足時，楊美齋投入舊約聖經教授工作，協助培育臺灣當地的傳教人才。1955年，第一屆神學院畢業生共有15位。1956年7月，中華基督教浸信會聯會在陽明山國家公園成立嶺頭山莊，選由柯理培擔任第一屆浸聯會主席，楊美齋擔任副主席。當時臺灣已經設立了10間浸信會教會，包括：浸信會仁愛堂、廈門街浸信會、浸信會懷恩堂、基隆浸信會、新竹浸信會、中壢浸信會、台中浸信會、嘉義浸信會、台南浸信會以及高雄浸信會。

## 貢獻

### 設立教會方面
「建立臺灣第一間浸信會–浸信會仁愛堂：㈠建立教會組織制度；㈡分區開始家庭聚會；㈢舉辦特別的聚會；㈣購地建設教會」。

### 神學教育方面
「對基督教台灣浸會神學院的貢獻：㈠協助神學院創校；㈡接受神學生實習；㈢連結神學院教師」。

### 浸信會組織方面
「對中華基督教浸信會聯會的貢獻：㈠擔任籌組聯會的委員；㈡提出組織聯會的建議；㈢草擬浸信聯會的章程；㈣推動浸信聯會的工作」。

## 外部連結
- 全國宗教資訊網 基督宗教及相關信仰 （页面存档备份，存于）
- 翼報 楊美齋：拓荒者 （页面存档备份，存于）
- 中華基督教浸信會聯會 聯會簡介 （页面存档备份，存于）
- 基督教浸信會仁愛堂 教會成立簡史 （页面存档备份，存于）
- 台灣浸信會神學院 歷史沿革 （页面存档备份，存于）